# Věra Bartošková
Věra Bartošková (* 27. září 1946 v Praze) je česká publicistka a básnířka.

## Život
Vystudovala Filosofickou fakultu University Karlovy v Praze, od roku 1974 žije v Duchcově. Působila jako redaktorka Severočeského nakladatelství, v teplickém Směru, v Revui Teplice, jako šéfredaktorka Severočeské revue a v Severočeském deníku. Je členkou Syndikátu novinářů, Obce spisovatelů a Severočeského klubu spisovatelů. V roce 1993 založila nakladatelství Kapucín Společnosti přátel města Duchcova, vydala v něm a jako editor připravila více než 40 knih a publikací převážně severočeských autorů. Aktivně spolupůsobí v několika ekologických a občanských nevládních organizacích. Iniciovala a od roku 1996 organizuje mnohovrstevná ekologicko-výtvarná sympózia „Vznášení nad krajinou“.

## Dílo
Své verše publikuje v literárních časopisech a mediích v regionu i v rámci ČR – např. v příloze Nových ústeckých přehledů Sluneční koróna, v jihočeském Fóru, libereckém Světlíku, na internetových stránkách básníků ČR. Vydala samizdatovou sbírku Jezeří (1988) a uspořádala publikaci Chceme čistý vzduch (1990) o ekologických demonstracích v Teplicích. Z publicistiky lze uvést Duchcovský poklad v Lahošti – evropský fenomén (Kapucín, nakladatelství Společnosti přátel města Duchcova, 2009).
Podle její básně Strach o moudivláčka byla nazvána antologie severočeských a lužickosrbských autorů (Kapucín 1996). Její verše jsou součástí antologie severočeských autorů Od břehů k horám (Votobia 2000).

### Sbírky básní
- Vrstvení v krajině (Kapucín, 2002)
- Zasaženi sluncem (Kapucín, 2003)
- Světlo stromů (Severočeská vědecká knihovna v Ústí nad Labem, 2005)
- Šupiny hlubin (Severočeská vědecká knihovna spolu se Severočeským klubem spisovatelů v r. 2007)
- NeuZeměná (Kapucín, 2010)
- Poutníci vln – haiku do kapsy (Kapucín, 2014)
- Noční květy – haiku do kapsy (Severočeská vědecká knihovna v Ústí nad Labem, 2018)
- Stíny světla – básnická sbírka s ilustracemi Vladimíra Dědka, (Severočeská vědecká knihovna Ústí nad Labem, 2019)
- Schůzka s Coronou – sbírka básní s ilustracemi Jiřího Wolfa (Severočeská vědecká knihovna Ústí nad Labem, 2021)
- Přelet černých labutí – haiku do kapsy, ilustrace Vladimír Dědek in memoriam (Severočeská vědecká knihovna Ústí nad Labem, 2021)
- Sépiový zátah – sbírka básní s ilustracemi Jana Součka (Severočeská vědecká knihovna Ústí nad Labem, 2022)
- Tanec černé Kálí - sbírka básní s ilustracemi Jiřího Wolfa (Knihovna Ústeckého kraje v koedici se Severočeským klubem spisovatelů, 2023)

Z veršů sbírky Vrstvení v krajině zkomponoval severočeský skladatel Václav Bůžek kantátu pro soprán, baryton, smíšený sbor, varhany a orchestr Černí čápi a bílé labutě. Světová premiéra zazněla v roce 2004 v Teplicích v podání Severočeské filharmonie a sólistů ND.
Svými verši přispěla do antologie severočeských literátů Sluneční koróna (Nakladatelství Kapucín 2004) a bibliofilie Poutníci slova, s překladem do esperanta (vydal Teplický Šlauch 2000, volná výtvarná a literárně-estetická společnost, 2004). V roce 2005 byly její verše zařazeny ve sborníku poezie Vzplanutí deště na Internetu (v rámci projektu nezapomenuté literatury Taxus bohemica uvedl Prácheňský syndikát V-Art Horažďovice-Písek). V stejné roce vydala Severočeská vědecká knihovna v Ústí nad Labem spolu se Severočeským klubem spisovatelů její sbírku veršů Světlo stromů. V roce 2006 přispěla do antologie Rošády, vydané k Festivalu poezie jihočeských autorů (Balt-East, Ke Škole 1, Praha 11). Dále účast v antologiích Odlesky z řeky poezie (Severočeský klub spisovatelů v Ústí nad Labem, 2007), Sever, západ, východ (Pedagogická fakulta Univerzity Jana Evangelisty Purkyně v Ústí nad Labem, 2009), Kde se země provinila (Almanach Severočeského klubu spisovatelů, 2009),  Umlklé struny zvuk…? (Almanach Severočeského klubu spisovatelů, 2010).

### Účast ve sbírkách a almanaších
Ptáci z podzemí (Almanach české poezie, vydal Milan Hodek, 2013), Schodiště příběhů (Almanach české poezie, Milan Hodek, 2013), Jen krůček od tajemství (Almanach Severočeského klubu spisovatelů, 2013), Pastýři noci (Almanach české poezie, Milan Hodek, 2014), Rybáři odlivu ( Almanach české poezie 2015, Milan Hodek/Paper /Jam, 2015 ), Řezbáři stínu (Almanach české poezie, vydal Milan Hodek/ Paper Jam, 2016), Řeka úsvitu (Almanach české poezie, Hodek/Jam, 2017), Noc plná žen (Almanach české poezie, Vladimír Stibor, 2018), Slunce v hodinách - almanach Severočes. klubu spisovatelů (Severočes. věd. knihovna 2018), Malá rozostřená antologie - Fakulta umění a designu UJEP Ústí n.L., uspořádal Radek Fridrich (2019), Delty domovů - Almanach české poezie, editor Vladimír Stibor, vydal Milan Hodek, Hradec Králové 2019), Krátká báseň - editor Zdeněk Volf, Protimluv 2020, Cesta k hoře úsvitu - Almanach české poezie 2020, Vladimir Stibor, (vydal Milan Hodek), Ohlédni se, nezkameníš - Almanach české poezie 2021,Vladimír Stibor & kolektiv, (Milan Hodek), Chléb pouště - Almanach české poezie 2022, Vladimír Stibor a kolektiv, (vydala Bc. Václava Rysková),  Polibek Múzy - antologie ze severu Čech 2023, vydala Knihovna Ústeckého kraje v koedici se Severočeským klubem spisovatelů, Poslední místo u ohně - Almanach české poezie 2023, Vladimír Stibor a kolektiv,(vydala Bc. Václava Rysková).  Poezie 2024 aneb Vesmír slov - almanach českých a zahraničních autorů, vydalo nakl. Epika, Jan Medek. Dvě minuty od pravdy - Almanach české poezie 2024, Vladimír Stibor a kolektiv, vydavatel: Bc. Václava Rysková. Poezie 2025 aneb Krajinou slov - almanach 57 českých a světových autorů,  vydalo nakladatelství Epika, Jan Medek.
Zúčastňuje se autorských čtení v teplickém Šlauchu, ve Vědecké knihovně v Ústí nad Labem, v Městské knihovně v Teplicích a v Praze. Ve svých verších kromě jiného vyzdvihuje jedinečnost přírody a krajiny a dotýká se strachu o ně, zejména o Krušné hory a České středohoří. Hledá skryté a vytěsněné souvislosti s antickou a keltskou mytologií.

## Ocenění
Za celoživotní přínos v ochraně přírody a krajiny na severu Čech obdržela v roce 2019 ve Valdštejnském paláci Cenu Josefa Vavrouška udělovanou Nadací Partnerství. Za celoživotní publikační a ekologickou činnost jí byla v roce 2024 na zahajovacím koncertu Casanovských slavností v duchcovském zámku předána Cena města Duchcova.